# Ahrensburg
Ahrensburg is een gemeente in de Duitse deelstaat Sleeswijk-Holstein, gelegen in de Kreis Stormarn. De stad telt 34.052 inwoners, en is daarmee de grootste stad van het district.
De gemeente behoort tot de metropool Hamburg en paalt aan de westzijde aan de stadsdelen Volksdorf en Meiendorf van Hamburg.
De vijf stadsdelen zijn: Ahrensfelde, Beimoor, Wulfsdorf, Gartenholz en Hagen.

## Geschiedenis
De oudste vermelding van het dorp Woldenhorn dateert uit 1314. Graaf Johann III bezat hier een hoeve, terwijl hij zelf woonde in het kasteel Arnesvelde. In 1327 kwam Woldenhorn in bezit van het klooster Reinfeld.
In de 16e eeuw was het gebied in bezit van Denemarken. De Deense koning Frederik II schonk Woldenhorn in 1567 aan zijn veldheer Daniel Rantzau. Toen deze twee jaar later sneuvelde kreeg zijn broer Peter het dorp in handen. Hij liet het landgoed Ahrensburg aanleggen en bouwde op de plek van Arnesvelde een nieuw kasteel, dat eveneens Ahrensburg ging heten.
Dankzij de aanleg van de spoorlijn tussen Hamburg en Lübeck in 1865 groeide Ahrensburg snel.
In 1931 werd het landgoed Ahrensburg opgeheven en kwamen de gronden vrij voor bewoning. Kort daarna vestigden zich circa 500 Hamburgse families in Ahrensburg.
In 1943 bood de plaats onderdak aan inwoners van Hamburg die voor de bombardementen van de geallieerden wegvluchtten. Na de Tweede Wereldoorlog kwamen ook van elders verdreven Duitsers naar Ahrensburg om er te wonen.
Ahrensburg kreeg in 1949 stadsrechten.   

## Partnersteden
- Ludwigslust / Mecklenburg-Voor-Pommeren
- Esplugues de Llobregat / Spanje
- Viljandi / Estland
- Feldkirchen in Kärnten / Oostenrijk

## Bezienswaardigheden
Het Slot Ahrensburg met de nabijgelegen molen (Schlossmühle am Mühlenredder) en de kasteelkerk (Schlosskirche).

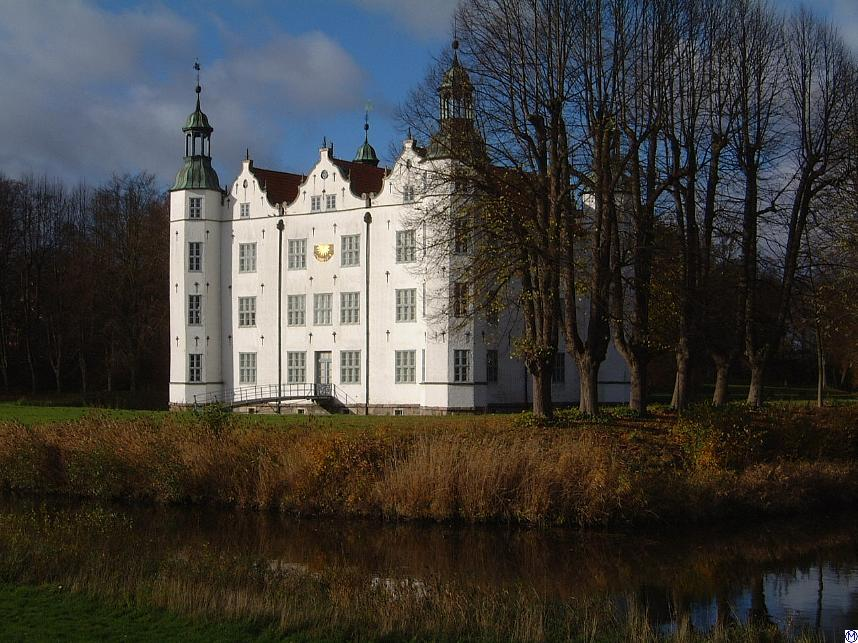
Kasteel Ahrensburg

Ahrensburg ·
Ammersbek ·
Bad Oldesloe ·
Badendorf ·
Bargfeld-Stegen ·
Bargteheide ·
Barnitz ·
Barsbüttel ·
Braak ·
Brunsbek ·
Delingsdorf ·
Elmenhorst ·
Feldhorst ·
Glinde ·
Grabau ·
Grande ·
Grönwohld ·
Großensee ·
Großhansdorf ·
Hamberge ·
Hamfelde ·
Hammoor ·
Heidekamp ·
Heilshoop ·
Hohenfelde ·
Hoisdorf ·
Jersbek ·
Klein Wesenberg ·
Köthel ·
Lasbek ·
Lütjensee ·
Meddewade ·
Mönkhagen ·
Neritz ·
Nienwohld ·
Oststeinbek ·
Pölitz ·
Rausdorf ·
Rehhorst ·
Reinbek ·
Reinfeld ·
Rethwisch ·
Rümpel ·
Siek ·
Stapelfeld ·
Steinburg ·
Tangstedt ·
Todendorf ·
Travenbrück ·
Tremsbüttel ·
Trittau ·
Wesenberg ·
Westerau ·
Witzhave ·
Zarpen